# Vampire Girl vs Frankenstein Girl
Pour plus de détails, voir Fiche technique et Distribution.
Vampire Girl vs Frankenstein Girl (Kyûketsu Shôjo tai Shôjo Furanken) est un film japonais de Yoshihiro Nishimura et Naoyuki Tomomatsu, sorti en 2009 basé sur un manga édité en 1993.

## Fiche technique
- Titre : Vampire Girl vs Frankenstein Girl
- Titre original : 吸血少女対少女フランケン (Kyūketsu shōjo tai shōjo Furanken)
- Réalisation : Yoshihiro Nishimura et Naoyuki Tomomatsu
- Scénario : Daichi Nagisa et Naoyuki Tomomatsu d'après le manga de Shungiku Uchida
- Pays d'origine : Japon
- Format : Couleurs - 1,78:1 - Dolby Digital
- Genre : Comédie horrifique, action, fantastique et film de science-fiction
- Date de sortie : 2009

## Distribution
- Yukie Kawamura : Monami / Vampire Girl
- Takumi Saitō : Jyugon Mizushima
- Eri Otoguro : Keiko / Frankenstein Girl
- Sayaka Kametani : Midori
- Jiji Bû : Igor
- Eihi Shiina : la mère de Monami
- Takashi Shimizu : Professeur de chinois